# Альфред Гревен
Альфре́д Греве́н, також Ґреве́н (фр. Alfred Grévin; 28 січня 1827, Епіней — 5 травня 1892, Сен-Мор-де-Фоссе) — французький скульптор, художник-карикатурист, ілюстратор і творець театральних костюмів. Спільно з журналістом Артюром Меєром заснував музей воскових фігур, що нині має його ім'я (1882).

## Біографія
Освіту здобув у колежі в Тоннері, де виявив найбільші схильності до природничих наук та малювання. Після закінчення навчання вступив на роботу інженером у залізничну компанію, у вільний час для власного задоволення вправлявся в малюванні жіночих та чоловічих фігур та сцен паризького життя в стилі Гаварні. Незабаром зміг полишити службу й після переїзду до Парижа в 1853 році, почав заробляти на життя створенням ілюстрацій у сатиричні журнали: спочатку співпрацював з Артюром Меєром у Le Gaulois і Journal amusant, а через декілька років став співпрацювати з «Petit journal pour rire» та «Le Charivari». У 1869 році став співзасновником альманаху «l'Almanach des Parisiennes». Його роботи видавалися у вигляді особливих альбомів, таких як «Les filles d'Eve, Le Monde amusant» (кілька випусків), «L'Esprit des femmes», «Costumes pour un bal masqué», «Les nouveaux travestissements parisiens».
Оскільки малювання карикатур приносило невеликий дохід, у 1860-х роках Гревен почав працювати також театральним художником з костюмів і сам написав кілька п'єс. Протягом багатьох років створював костюми для головних зірок спектаклів та балетів свого часу, з часом став відомим та багатим; 1867 року зміг придбати собі в Парижі власний будинок. 5 червня 1882 року разом із Меєром відкрив музей воскових фігур, що працює і нині.